# Liste der Stadtoberhäupter von Brandenburg an der Havel
Die Liste der Stadtoberhäupter von Brandenburg an der Havel führt chronologisch alle Stadtoberhäupter als Bürgermeister beziehungsweise Oberbürgermeister der deutschen Stadt Brandenburg an der Havel seit der Einführung der Städteordnung im Jahr 1809 auf.
| Bürgermeister          | Bürgermeister                                                                           | Partei | Partei  | Amtszeit                           |
| ---------------------- | --------------------------------------------------------------------------------------- | ------ | ------- | ---------------------------------- |
|                        | Heinrich August Duden                                                                   |        |         | 1809–1815                          |
|                        | Karl Friedrich Pfitzer                                                                  |        |         | 1815–1818                          |
|                        | Otto Friedrich Nickel                                                                   |        |         | 1819–1821                          |
|                        | Georg Friedrich Zander                                                                  |        |         | 1821–1839                          |
| Franz Ziegler          | Franz Ziegler                                                                           |        |         | 1840–1849                          |
|                        | Carl Friedrich Brandt                                                                   |        |         | 1851–1864                          |
|                        | Friedrich Carl Johannes Gobbin Oberbürgermeister seit 1867, vorher Erster Bürgermeister |        |         | 1864–1871                          |
|                        | Carl Reuscher                                                                           |        |         | 1871–1897                          |
|                        | Rudolf Hammer Oberbürgermeister seit 1900, vorher Erster Bürgermeister                  |        | NLP     | 1897–1905                          |
|                        | Hugo Dreifert Oberbürgermeister seit 1907, vorher Erster Bürgermeister                  |        |         | 1905–1914                          |
|                        | Franz Schleusener Oberbürgermeister seit 1915, vorher Erster Bürgermeister              |        | DDP     | 1914–1920                          |
|                        | Walther Ausländer                                                                       |        | SPD     | 1920–1926                          |
|                        | Ernst Fresdorf                                                                          |        | SPD     | 1926–1932                          |
|                        | Paul Szillat                                                                            |        | SPD     | 1932–1933                          |
|                        | Adalbert Bauer (kommissarisch)                                                          |        | unbek.  | 20. März–3. Juni 1933              |
|                        | Erich Kreutz                                                                            |        |         | 1933–1937                          |
|                        | Wilhelm Sievers                                                                         |        | NSDAP   | 1938–1945                          |
|                        | Wilhelm Leow (kommissarisch)                                                            |        | SPD     | 2.–22. Mai 1945                    |
|                        | Max Herm                                                                                |        | KPD     | 22. Mai–30. August 1945            |
| Fritz Lange 1946       | Fritz Lange                                                                             |        | KPD/SED | 1. September 1945–Februar 1949     |
|                        | Willi Pröllop                                                                           |        |         | Februar–September 1949             |
|                        | Otto Kühne                                                                              |        | SED     | Dezember 1949–1953                 |
|                        | Hans-Georg Sumpf kommissarischer Oberbürgermeister                                      |        | SED     | 1954                               |
|                        | Wilhelm Behnke                                                                          |        | SED     | 1954–1957                          |
|                        | Max Herm                                                                                |        | SED     | 1957–1965                          |
|                        | Reinhold Kietz                                                                          |        | SED     | 1965–1976                          |
|                        | Elvira Lippitz                                                                          |        | SED     | 1976–1985                          |
|                        | Klaus Mühe                                                                              |        | SED     | 1985–1990                          |
| Helmut Schliesing 2016 | Helmut Schliesing                                                                       |        | SPD     | 1990–2002                          |
|                        | Helmut Schmidt                                                                          |        | SPD     | 2002–März 2003                     |
|                        | Norbert Langerwisch Bürgermeister                                                       |        | SPD     | März 2003–17. Dezember 2003        |
| Dietlind Tiemann       | Dietlind Tiemann                                                                        |        | CDU     | 17. Dezember 2003–24. Oktober 2017 |
|                        | Steffen Scheller Oberbürgermeister seit 2018, vorher Bürgermeister                      |        | CDU     | seit 24. Oktober 2017              |